# Cerapachys validus
Cerapachys validus é uma espécie de formiga do gênero Cerapachys.